# Frank Tour
Il Frank Tour è stato il primo tour eseguito dalla cantante Amy Winehouse, svoltosi tra il 2003 e il 2004.
Tra le tappe di maggior rilevanza si ricorda quella a Berlino.

## Scaletta
Intro
1. Know You Now
2. October Song
3. In My Bed

Canzoni acustiche
1. You Sent Me Flying
2. I Heard Love Is Blind
3. Take The Box
4. Brother
5. (There Is) No Greater Love
6. Mr. Magic

Outro
1. Brother
2. Best Friends, Right?
3. Stronger Than Me
4. Fuck Me Pumps